# Slot Capelle
Slot Capelle of Kasteel Capelle was een stenen versterking die in Capelle aan den IJssel stond. Het slot werd in 1798 in vervallen staat afgebroken, de enige restanten zijn de slotgrachten aan de kruising van de Slotlaan, Slotplein en Merellaan en het zogenoemde gevangenen- of diefhuis ter hoogte van Nieuwe Laan 11. In de korte omtrek is ook het metrostation Slotlaan te vinden.

## Geschiedenis

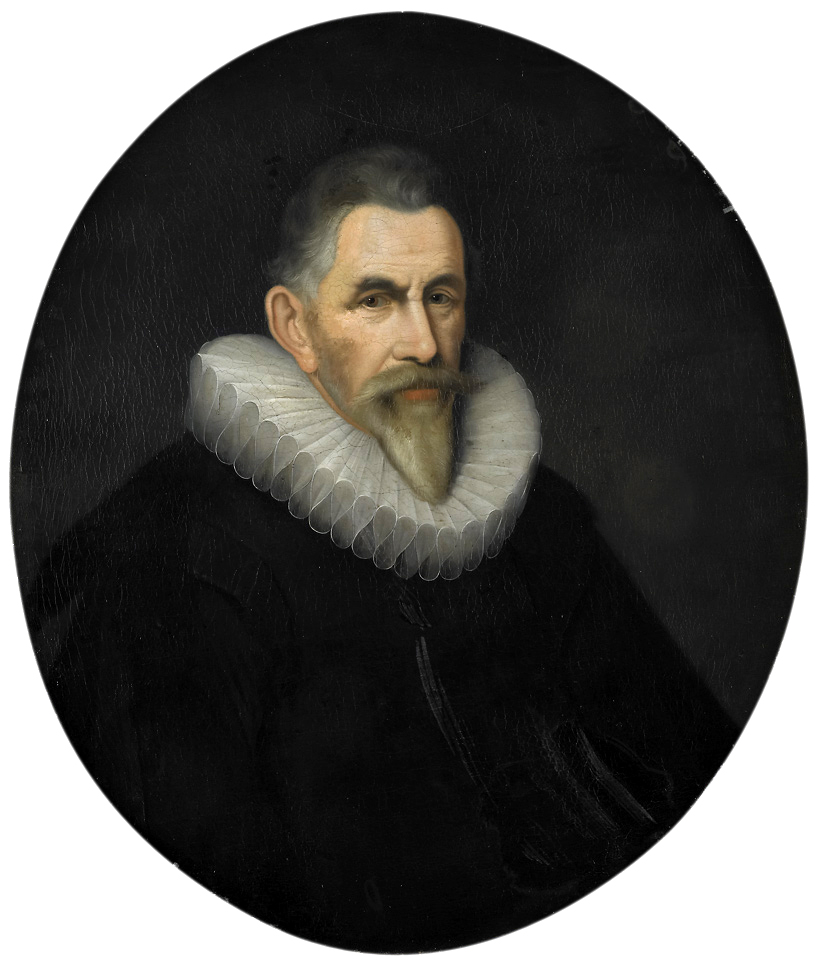
Johan van der Veeken, stichter van het tweede slot Capelle

Vóór 1300 waren er al een zevental vestingwerken gesticht op het zogenoemde oude plaats, maar allen door overstromingen vergaan (het gaat hier mogelijk om palissaden-versterkingen). De eerstgenoemde stichter van een vesting of sterkte zou Dirc Traveys zijn geweest. Het slot in zijn eerste hoedanigheid (het zou hier gaan om een stenen sterkte) zou in 1340 voor het eerst zijn beschreven in documenten, maar haar bestaan zou zeer kort zijn geweest door de Hoekse en Kabeljauwse twisten en in 1352 verwoest zijn.
In de 16e eeuw werd een nieuw slot gebouwd op dezelfde plek waar een dubbele slotgracht bij werd gegraven. Ook dit slot viel enigszins in verval door gebrek aan onderhoud tot de rijke koopman Johan van der Veeken het slot kocht en het opknapte en uitbreidde in 1612. De grote zaal in het slot liet hij ombouwen tot katholieke kapel. Andere bronnen beweren dat hij vorig kasteel tot de grond afbrak en opnieuw, naar zijn eigen wensen opbouwde. Na het overlijden van Van der Veeken in 1616, verviel het slot in handen van diverse heren uit het regentengeslacht van Rotterdam. Rond 1734 verkreeg Aegidis Groeninx het slot in handen, nadat het bezit was geweest van het geslacht Groenhout. In 1798 was het slot te vervallen waarna werd besloten tot het afbreken van het bouwwerk.

### Gevangene of diefhuis
Het gevangenenhuis is het enige dat herinnert aan het voormalige slot. Uit welk jaar het huis stamt is nog onbekend. Tegenwoordig draagt het de naam Dief- en Duifhuisje en wordt het ook wel het kleinste museum van Nederland genoemd, omdat er met regelmaat exposities worden vertoond. Het gebouw is vier bij vijf meter groot.

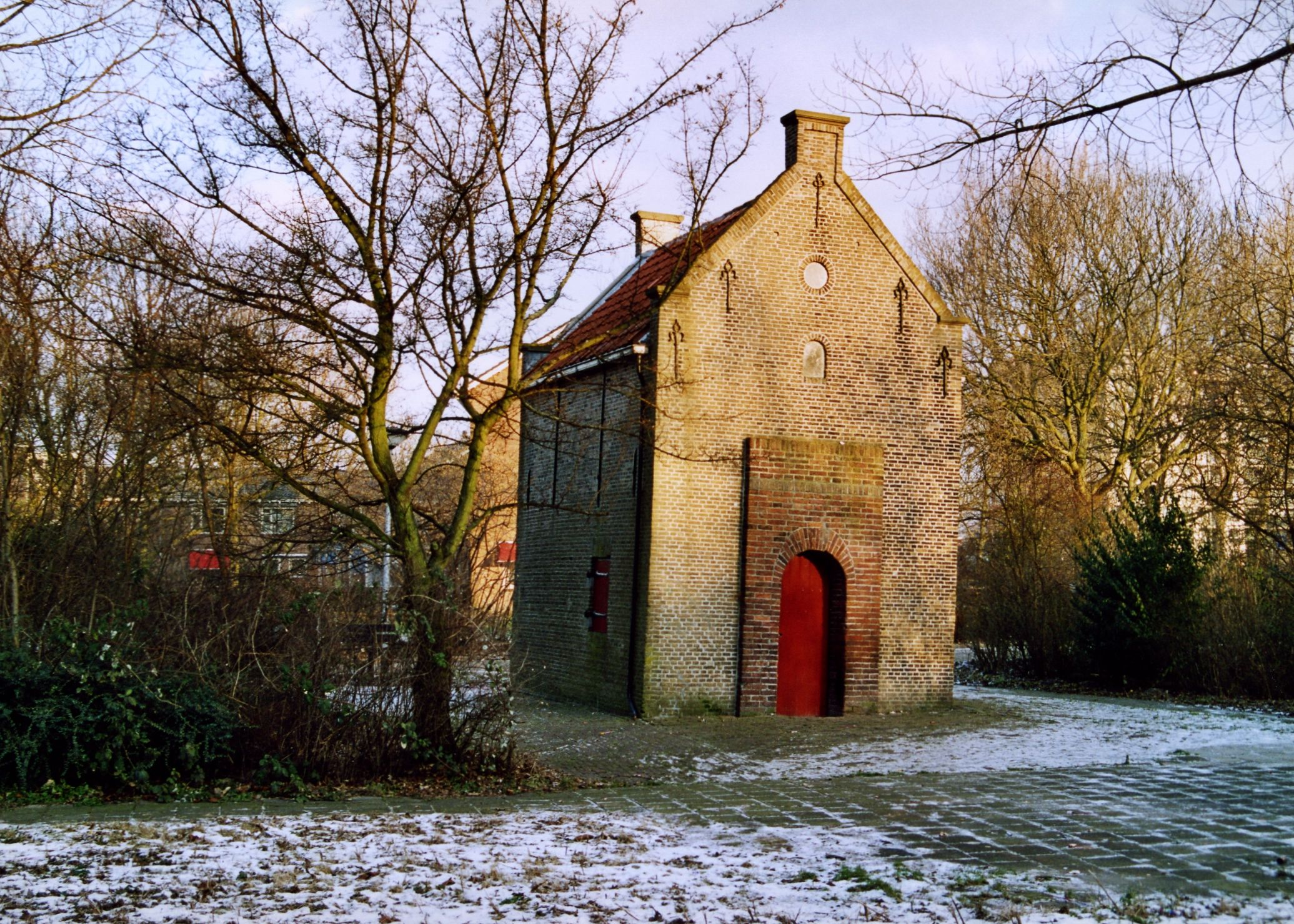
Dief- en Duifhuisje, het enige restant van het vroegere slot